# Borzęcin (Łódź)
Borzęcin [pronunciación en polaco: /bɔˈʐɛnt͡ɕin/] es un pueblo en el distrito administrativo de Gmina Gorzkowice, dentro del Distrito de Piotrków, Voivodato de Łódź, en Polonia central. Se encuentra aproximadamente 6 kilómetros al sur de Gorzkowice,  27 kilómetros al sur de Piotrków Trybunalski, y 70 kilómetros al sur de la capital regional, Łódź.